# Emma Robinson (Ruderin)
Emma Robinson (* 26. November 1971 in Montréal) ist eine kanadische Ruderin, die zwei olympische Medaillen und drei Weltmeistertitel gewann. 
Robinson gewann ihre erste internationale Medaille bei den Weltmeisterschaften 1993 im Vierer ohne Steuerfrau. Im Jahr darauf trat sie bei den Weltmeisterschaften sowohl im Vierer ohne als auch im Achter an, verpasste aber in beiden Bootsklassen das Finale, 1995 belegte sie mit dem Achter den sechsten Platz. Von 1996 bis zu ihrem Karriereende 2000 trat Emma Robinson beim jeweiligen Saisonhöhepunkt immer sowohl im Zweier ohne Steuerfrau als auch im Achter an. Während sie im Achter immer eine Medaille gewann, gelang ihr das im Zweier nur 1997 bis 1999, als sie dreimal in Folge Weltmeisterin wurde, zunächst zweimal mit Alison Korn und dann mit Theresa Luke.

## Endkampfplatzierungen
(OS=Olympische Spiele, WM=Weltmeisterschaften)
- WM 1993: 3. Platz im Vierer ohne (Shannon Crawford, Julie Jespersen Platt, Kelly Mahon und Emma Robinson)
- WM 1995: 6. Platz im Achter (Julie Jespersen Platt, Theresa Luke, Kelly Mahon, Maria Maunder, Jessica Monroe, Emma Robinson, Tosha Tsang, Anna van der Kamp und Lesley Thompson)
- OS 1996: 5. Platz im Zweier ohne (Emma Robinson und Anna van der Kamp)
- OS 1996: 2. Platz im Achter (Heather McDermid, Tosha Tsang, Maria Maunder, Alison Korn, Emma Robinson, Anna van der Kamp, Jessica Monroe, Theresa Luke und Lesley Thompson)
- WM 1997: 1. Platz im Zweier ohne (Emma Robinson und Alison Korn)
- WM 1997: 2. Platz im Achter (Buffy-Lynne Alexander, Laryssa Biesenthal, Jessica Gonin, Alison Korn, Emma Robinson, Dorota Urbaniak, Kristen Wall, Kubet Weston und Lesley Thompson)
- WM 1998: 1. Platz im Zweier ohne (Emma Robinson und Alison Korn)
- WM 1998: 3. Platz im Achter (Buffy-Lynne Alexander, Laryssa Biesenthal, Heather Davis, Alison Korn, Marnie McBean, Emma Robinson, Dorota Urbaniak, Kubet Weston und Lesley Thompson)
- WM 1999: 1. Platz im Zweier ohne (Emma Robinson und Theresa Luke)
- WM 1999: 3. Platz im Achter (Buffy-Lynne Alexander, Laryssa Biesenthal, Alison Korn, Theresa Luke, Heather McDermid, Emma Robinson, Dorota Urbaniak, Kubet Weston und Lesley Thompson)
- OS 2000: 4. Platz im Zweier ohne (Emma Robinson und Theresa Luke)
- OS 2000: 3. Platz im Achter (Heather McDermid, Heather Davis, Dorota Urbaniak, Theresa Luke, Emma Robinson, Alison Korn, Laryssa Biesenthal, Buffy-Lynne Alexander und Lesley Thompson)